# ナゴルノ・カラバフの国旗
現在のナゴルノ・カラバフ共和国（現・アルツァフ共和国）の国旗は、アルメニアの国旗を基調に、白線を加えたものとなっている。これはアルメニアの伝統と地域の人口を象徴し、ナゴルノ・カラバフがアルメニアから切り離された地域であることを示している。白線の模様は、アルメニアの敷物に使われるデザインとも類似している。赤は自由を求める闘争、青は平和、黄は創造力と勤勉さを表している。国旗は、1992年6月2日に共和国最高会議で採択された。
2023年ナゴルノ・カラバフ衝突でアルツァフが降伏した後の10月15日、無人となったアルツァフ大統領官邸を訪問したアゼルバイジャン大統領のイルハム・アリエフは、床に広げられたアルツァフ国旗の上を土足で歩くパフォーマンスを報道陣の前で行った。

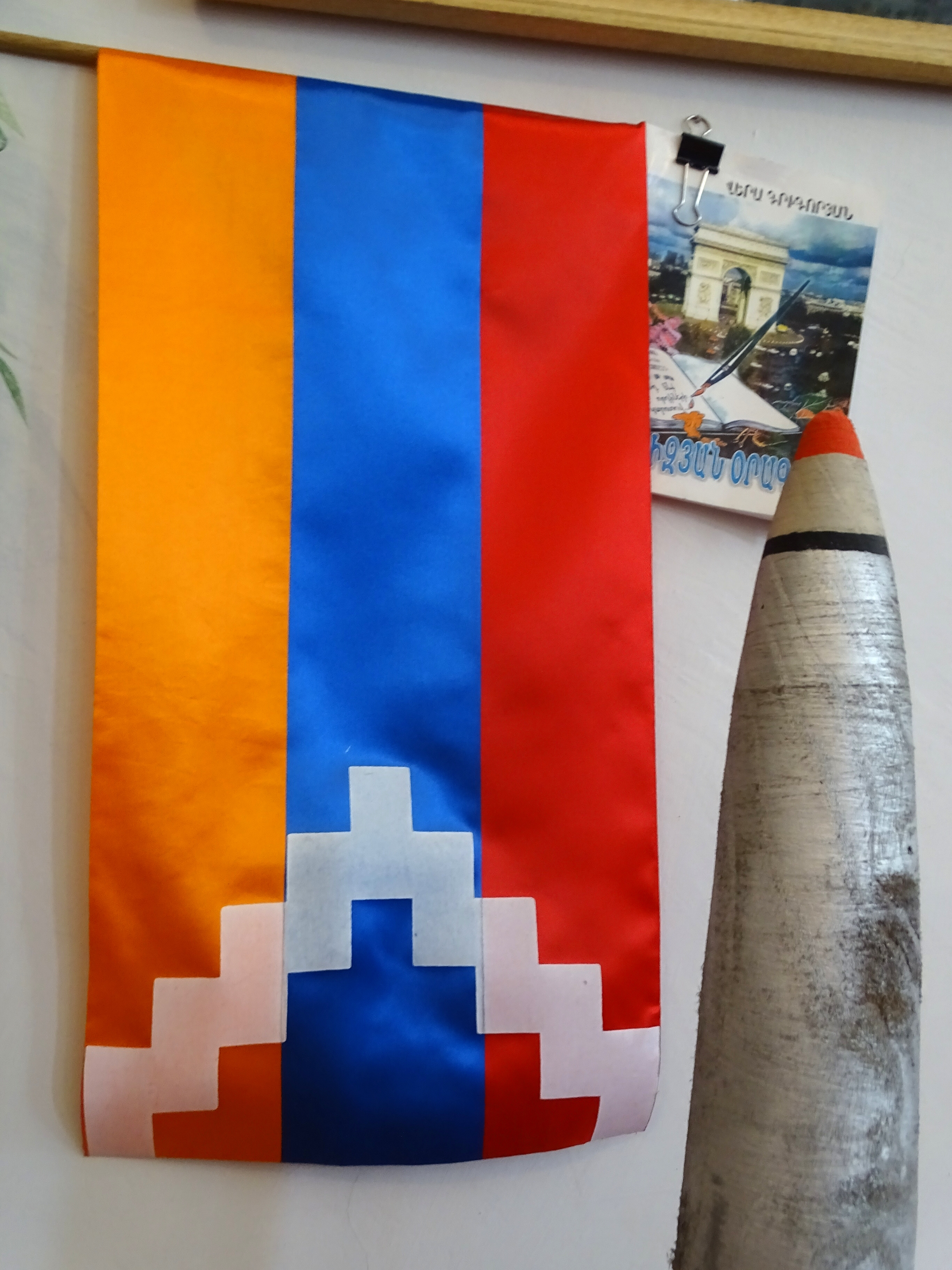
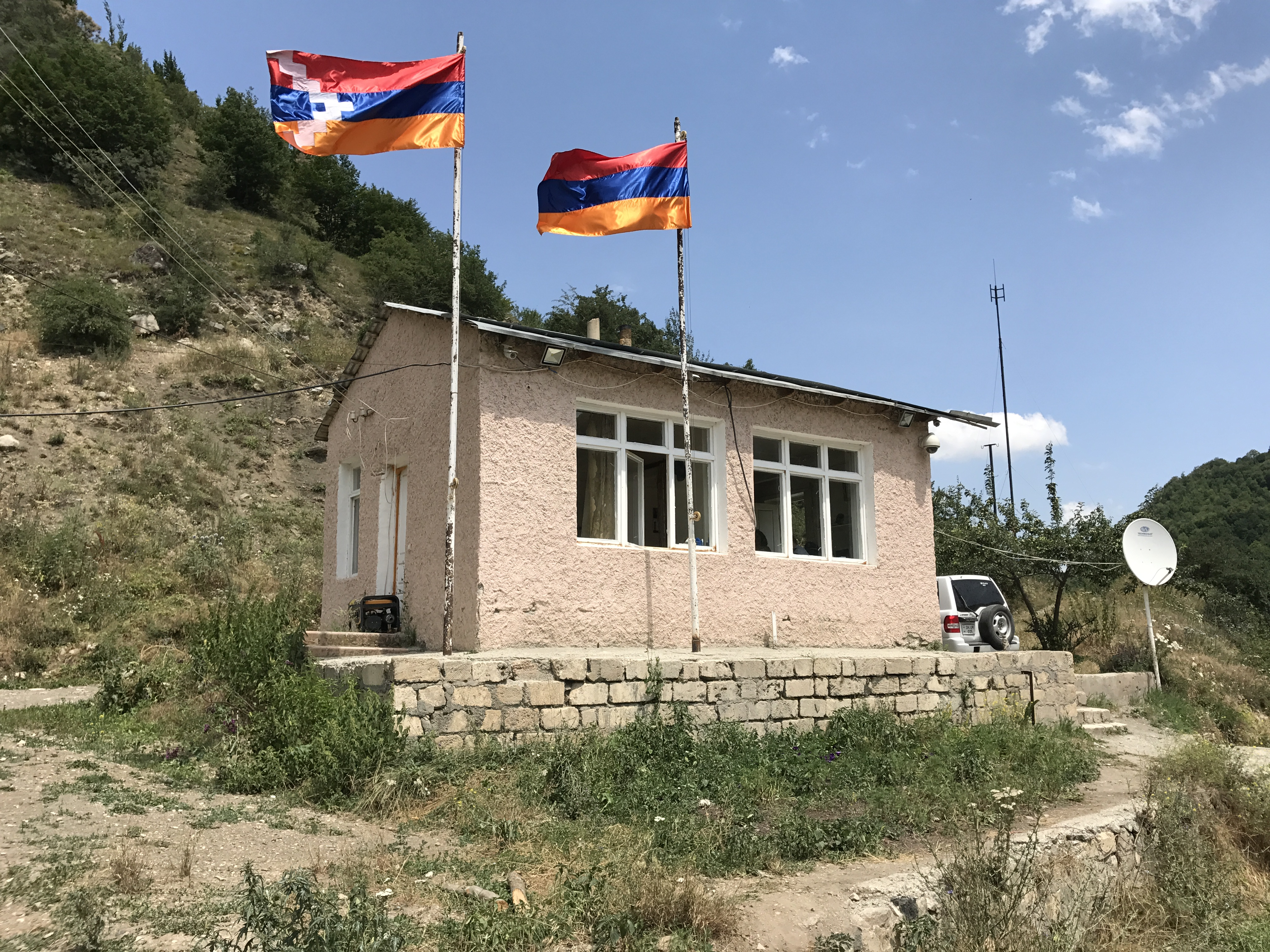
アルツァフ・アルメニア国境検問所
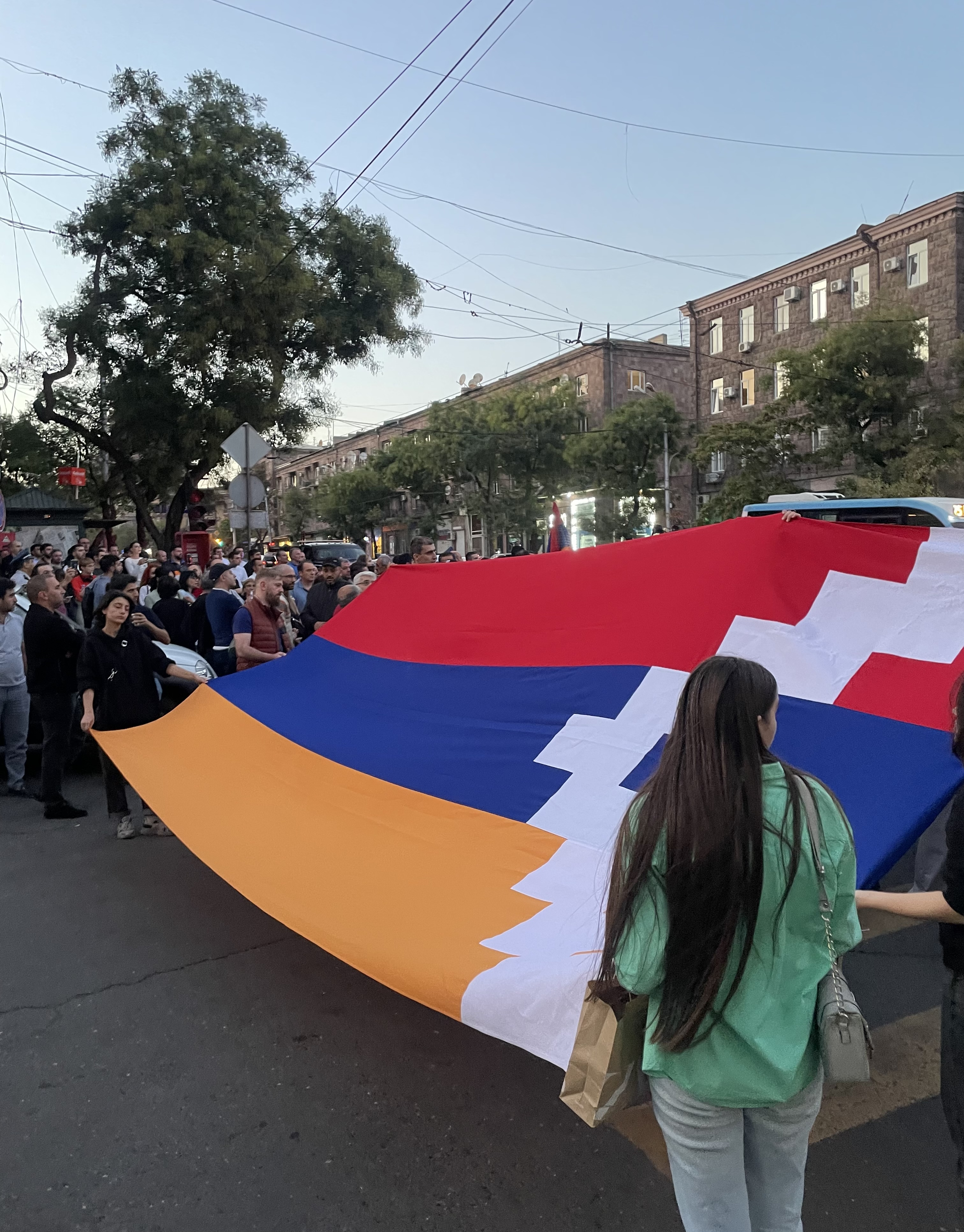
2023年アルメニア反政府デモ（エレバン）